# Colasposoma atrocyaneum
Colasposoma atrocyaneum é uma espécie de escaravelho de folha endémico na Socotorá.  Foi descrito por Stefano Zoia em 2012. O nome de espécie refere à cor azul escuro de quase todos os especimens examinados, ainda que a espécie também pode ter uma cor verde.